# Pierwsze dni
Pierwsze dni – polski czarno-biały film obyczajowy z 1951 roku, w reżyserii Jana Rybkowskiego. Pierwowzorem scenariusza do filmu było opowiadanie autorstwa Bogdana Hamery pt. Na przykład Plewa.
Zdjęcia do filmu rozpoczęto w lipcu 1951 roku. Jest to pierwszy film fabularny w całości nakręcony w Ostrowcu Świętokrzyskim i okolicach. Jego premiera miała miejsce 4 marca 1952 roku w już nieistniejącym ostrowieckim kinie Hutnik.

## Fabuła
Akcja filmu toczy się w Ostrowcu Świętokrzyskim. Stary majster ratuje przed hitlerowcami cenne dla ostrowieckiej huty maszyny. Kryjówkę zna jedynie stróż o nazwisku Plewa. Hutę ostatecznie udaje się uruchomić, natomiast Plewa zostaje w niej najpierw robotnikiem, a później majstrem.

## Obsada[2]
- Jan Ciecierski (Błażej Plewa)
- Hanka Bielicka (Plewina)
- Rajmund Fleszar (Nieglicki, sekretarz PPR)
- Lech Madaliński (Wójcicki, dyrektor huty)
- Adam Mikołajewski (kowal Niedziela)
- Ludwik Tatarski (inżynier Poczyński)
- Stanisław Kwaskowski (Piwowarski, przewodniczący rady zakładowej)
- Bogdan Niewinowski (Marciniak, porucznik UB)
- Celina Maria Klimczak (nauczycielka Marysia)
- Jan Świderski (szef bandy)
- Kazimierz Opaliński (szynkarz Stanisław Wysmyk)
- Kazimierz Wichniarz (robotnik Baka, członek bandy)
- Adam Kwiatkowski (pomocnik Kowalski)